# Aciotis ornata
Aciotis ornata är en tvåhjärtbladig växtart som först beskrevs av Friedrich Anton Wilhelm Miquel, och fick sitt nu gällande namn av Henry Allan Gleason. Aciotis ornata ingår i släktet Aciotis och familjen Melastomataceae. Inga underarter finns listade i Catalogue of Life.